# Baszta (rzeka)
Baszta (biał. Ба́шта) – niewielka rzeka na północno-zachodnim Polesiu, w rejonie bereskim, w obwodzie brzeskim na Białorusi; prawy dopływ Jasiołdy w dorzeczu Dniepru.
Źródła rzeki znajdują się na południowych obrzeżach wsi Narutowicze. Jej długość to 12,6 km. Wpada do Jasiołdy 2 km na wschód od wsi Sielec, przez którą przepływa. Koryto na całej długości jest skanalizowane.